# Pontificia Academia de Ciencias Sociales
La Pontificia Academia de Ciencias Sociales fue fundada por Juan Pablo II el 1 de enero de 1994, con el Motu Proprio "Socialum Scientiarum". Su objetivo, dice el artículo n.º 1 de su estatuto, es "promover el estudio y el progreso de las ciencias sociales, económicas, políticas y jurídicas a la luz de la doctrina social de la Iglesia".
La Academia es autónoma y el número de sus Académicos Pontificios, también nombrados por el Papa, no puede ser ni inferior a 20 ni superior a 40. Según sus Estatutos, los Académicos son nombrados por 10 años y pueden ser renombrados por el Papa después de una consultación con el presidente y el Consejo de la Academia. Actualmente son 21 y proceden de 13 países de todo el mundo, sin distinción de confesión religiosa. Son elegidos por su alto nivel de competencia en alguna de las diversas disciplinas sociales.
El primer Presidente fue el Profesor Edmond Malinvaud (1994-2004), de nacionalidad francesa. Hasta 2019 la Academia fue sostenida financieramente por un Consejo de Fundación cuyo presidente era el profesor Herbert Batliner, fallecido en 2019. El Canciller es el mismo que el de la Pontificia Academia de las Ciencias, el cardenal Peter Turkson. 
En la presentación de la Academia de Ciencias Sociales, el Arzobispo Jorge María Mejía, entonces Vicepresidente del Pontificio Consejo "Justicia y Paz", leyó el discurso preparado por el Cardenal Roger Etchegaray. "La Academia que el Papa acaba de fundar -decía- tiene la ambición de afrontar algunos desafíos de la sociedad moderna: quiere ser un gran centro de 'diálogo interdisciplinar' sobre los problemas cada vez más complejos, que influyen sobre el hombre".
La presidente actual de la Pontificia Academia de las Ciencias Sociales es Helen Alford. 
Son o han sido miembros de la Academia Luis Ernesto Derbez, Michel Schooyans, Hans Tietmeyer, expresidente de la Deutsche Bundesbank, Partha Dasgupta (Universidad de Cambridge), el premio Nobel Kenneth Arrow, profesor de la Universidad de Stanford, el también premio Nobel Joseph Stiglitz, profesor de la Universidad de Columbia, Hsin-Chi Kuan, de la Universidad China de Hong Kong y José T. Raga.

## Académicos ordinarios
- Kokunre A. Agbontaen-Eghafona
- Rocco Buttiglione
- Paolo Carozza
- Pierpaolo Donati
- Mario Draghi
- Gérard-François Dumont
- Christoph Engel
- Ana Marta González
- Allen D. Hertzke
- Vittorio Hösle
- Niraja Gopal Jayal
- John Francis McEldowney
- Roland Minnerath
- Gregory M. Reichberg
- Dani Rodrik
- Peter Turkson
- Joseph E. Stiglitz
- Marcelo Suárez-Orozco
- Krzysztof Wielecki
- Stefano Zamagni
- Paulus M. Zulu
- Rodrigo Guerra López
- Tracey Rowland
- Tongdong Bai
- Justin Farrell

## Académicos honorarios
- Mina M. Ramírez
- Louis Sabourin
- Herbert Schambeck

## Antiguos Académicos
- Margaret S. Archer
- Partha S. Dasgupta
- Luis Ernesto Derbez
- Ombretta Fumagalli Carulli
- Mary Ann Glendon
- F. Russell Hittinger
- Paul Kirchhof
- Hsin-Chi Kuan
- Juan José Llach
- Nicholas McNally
- Pierre Manent
- Janne H. Matlary
- Lubomír Mlčoch
- Pedro Morandé Court
- Taketoshi Nojiri
- Angelika Nussberger
- Vittorio Possenti
- José T. Raga
- Kevin Ryan
- Michel Schooyans
- Hanna Suchocka
- Wilfrido V. Villacorta

## Académicos fallecidos
- Kenneth J. Arrow
- Serguei Averintsev
- Belisario Betancur
- Edmond Malinvaud
- René Rémond
- Johannes Schasching
- Hans Tietmeyer
- Bedřich Vymětalík
- Hans F. Zacher
- Pier Luigi Zampetti

## Discursos y mensajes de Benedicto XVI
- Al grupo de trabajo sobre "el concepto de persona en las ciencias sociales" (21 de noviembre de 2005)
- Mensaje a la XII sesión plenaria (27 de abril de 2006)
- Mensaje a la XIII sesión plenaria (28 de abril de 2007)
- En la XIV sesión plenaria (3 de mayo de 2008)
- A los participantes en el coloquio internacional sobre "La identidad cambiante del individuo" (28 de enero de 2008)
- En la XV sesión plenaria (4 de mayo de 2009)